# Sprühstrahl

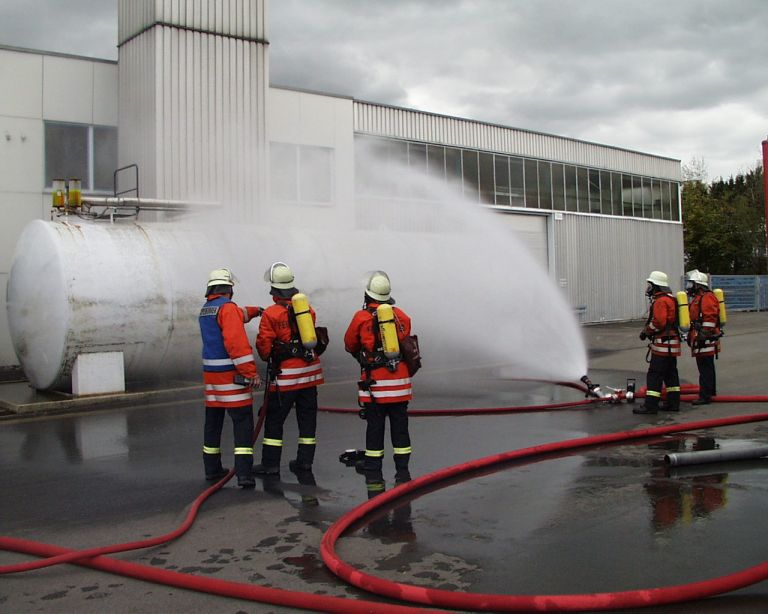
Kühlen eines Kraftstofftanks mit Sprühstrahl durch die Feuerwehr

Sprühstrahl ist in Gegensatz zum Vollstrahl die Abgabe eines Stoffes in zerstäubter und flächenbedeckender Form. Deshalb werden Sprühstrahlen etwa zur Beregnung in der Landwirtschaft, in der Lackiererei oder in der Brandbekämpfung durch die Feuerwehr eingesetzt.

## Sprühstrahl bei der Brandbekämpfung

### Hauptwirkung
Die Löschwirkung des Wassers (durch Kühlen) wird durch Zerstäubung des Wassers unterstützt, da die Oberflächenwirkung auf den Brandherd des Sprühstrahls bei gleicher Wassermenge effektiver ist als bei einem gebündelten Wasserstrahl (siehe Vollstrahl). Für die Erzeugung eines Sprühstrahls mit einem Mehrzweckstrahlrohr wird das Absperrorgan nach hinten gedreht.

### Verwendungszweck
Meist wird der Sprühstrahl zum Ablöschen (durch Abkühlen) von Bränden der Brandklasse A (feste, glutbildende Stoffe) angewandt.
Bedingt kann der Sprühstrahl bei der Brandklasse B (brennbare flüssige oder flüssig werdende Stoffe) eingesetzt werden, wenn gewährleistet werden kann, dass der Wirkungsbereich des Sprühstrahls den kompletten Bereich der Verbrennung (Flammbildung) „eindecken“ kann. Die Löschwirkung beruht auf der sauerstoffverdrängenden Eigenschaft des „zerstäubten“ Wassers. Ferner muss darauf geachtet werden, dass brennende Flüssigkeiten in Behältern nicht überlaufen, da Wasser schwerer ist als die meisten brennbaren Flüssigkeiten. In diesem Fall hat das eingesetzte Wasser keine Löschwirkung auf die Flamme, weil es durch seine höhere Dichte unter die brennbare Flüssigkeit sinkt. Ein gefährlicher Boilover kann dann die Folge sein.
Im Ausnahmefall wird der Sprühstrahl (meist in Kombination mit dem Vollstrahl) zur Bekämpfung von Bränden der Brandklasse C (Flammenbrände von Gasen) unterstützend eingesetzt. Gasbrände werden nicht abgelöscht – Hauptziel ist es, den Austritt des Gases zu unterbinden (zum Beispiel durch Schließen eines Flaschenventils), um somit dem Feuer den Brennstoff zu entziehen und spätere Nachzündungen zu vermeiden. Der Sprühstrahl dient dabei nur zum Niederwerfen der Flammen, damit ein sicherer Zugang zur Brennstoffquelle möglich ist, das Brandobjekt (zum Beispiel ein Gastank) gekühlt oder nahegelegene Gegenstände abgeschirmt werden können.
Das beschriebene Verfahren dient zum Niederschlagen gefährlicher Stoffe und Dämpfe, um eine Ausbreitung zu verhindern oder besseren Zugang für Einsatzkräfte zu schaffen. Das Abwasser muss hier eventuell gesondert aufgefangen, aufbereitet oder entsorgt werden.

### Löschgeräte (Auszug)
- Mehrzweckstrahlrohre BM, CM, DM (umschaltbar von Voll- auf Sprühstrahl)

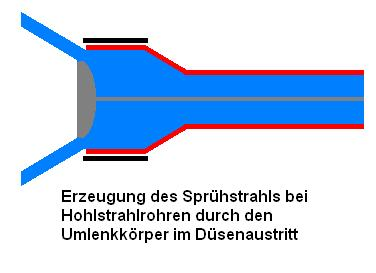
Sprühstrahl beim Hohlstrahlrohr

- Hohlstrahlrohre B und C Sprühstrahl beim Hohlstrahlrohr
- Löschlanzen
- Sprinkleranlagen

### Vor- und Nachteile
- Vorteile:
  - Der Sprühstrahl hat eine bessere Oberflächenwirkung als der Vollstrahl
  - In der Regel geringerer Wasserschaden als beim Vollstrahl
  - Einsetzbar bei einem Sicherheitsabstand von einem Meter bei Bränden in Verbindung mit Niederspannungsanlagen mit einem CM-Strahlrohr
  - Einsetzbar bei einem Sicherheitsabstand von fünf Metern bei Bränden in Verbindung mit Hochspannungsanlagen mit einem CM-Strahlrohr

- Nachteile:
  - Geringere Wurfweite des Sprühstrahls gegenüber einem Vollstrahl (etwa fünf Meter bei CM-Strahlrohr)
  - Geringe Aufprallwucht und somit geringere Eindringtiefe in ein Brandgut
  - Hohe Verbrühungsgefahr durch Wasserdampf in geschlossenen Räumen aufgrund geringer Distanz sowie besserem Wirkungsgrad zwischen Wasser und Brandgut